# Пир Клеопатры (картина Тьеполо)
«Пир Антония и Клеопатры» (итал. Banchetto di Antonio e Cleopatra) — картина итальянского художника Джованни Тьеполо, написанная в 1744 году. Находится в Национальной галерее Виктории в Мельбурне (Австралия).
Это первая из трёх больших картин на тему Клеопатры, написанных Тьеполо. Кроме этого, сохранились этюды к каждой из них. Впоследствии Тьеполо вернулся к этой теме несколько лет спустя в Палаццо Лабиа в Венеции со своими фресками, посвященными Антонию и Клеопатре: пир сочетался со встречей Клеопатры и Марка Антония и окружающими сценами богов и служителей. Ещё две большие картины Тьеполо этих сцен находятся в подмосковной усадьбе Архангельское (1747).

## Сюжет и описание
На картинах изображён пир под открытым небом или на лоджии с великолепным архитектурным оформлением и с видимым небом. Композиция полотна включает приподнятую террасу, закрывающую заднюю часть живописного пространства. На картинах в Палаццо Лабиа и Архангельском (а также на этюдах, хранящихся в Париже и Лондоне) на переднем плане есть ступеньки, ведущие к пиршественному столу. Хотя на картине Мельбурна эти ступени отсутствуют, узор мраморного пола даёт аналогичный визуальный эффект. За столом сидят только две или три главных фигуры, но вокруг них стоят многочисленные служители. Все композиции явно обязаны своим появлением грандиозным театральным праздничным картинам Паоло Веронезе почти столетием ранее, таким как «Брак в Кане Галилейской» (1563, Лувр) и «Пир в доме Левия» (1573, Галерея Академии, Венеция). Венецианский вкус одобрил такое явное упоминание художественных традиций города. В Палаццо Лабиа фрески были спроектированы в сочетании со схемой архитектуры «тромплёй» Джироламо Менгоцци Колонны, охватывающей всё пространство. Фрески спускаются почти до пола, так что ступени поднимают основную сцену на такую высоту, чтобы их можно было увидеть через переполненную комнату.
Сюжет картин — предполагаемый эпизод, описанный как в «Естественной истории» Плиния, так и в «Житиях» Плутарха (Антоний), в котором Клеопатра берет дорогую жемчужину и растворяет её в своем вине, прежде чем выпить. Эпизод изображает спартанского римского воина в лице Антония, соблазняемого чувственным богатством Востока, примером которого является Клеопатра. Богатство сцены усиливается присутствием чернокожих слуг, которых в Венеции часто держали в рабстве. Что касается фресок Палаццо Лабиа, то неясно, пыталась ли эта семья, недавно вступившая в патрициат, использовать эту фреску не только для того, чтобы показать свою способность нанять одного из лучших местных художников, но и для того, чтобы напомнить посетителям о богатстве дворца и, в частности, ювелирной коллекции владелицы палаццо Марии Лабиа. Также неясно, является ли фреска отдалённой аллегорией движения на восток семьи Лабиа, первоначально из Испании, в эту преимущественно левантийскую республику.

Варианты и этюды
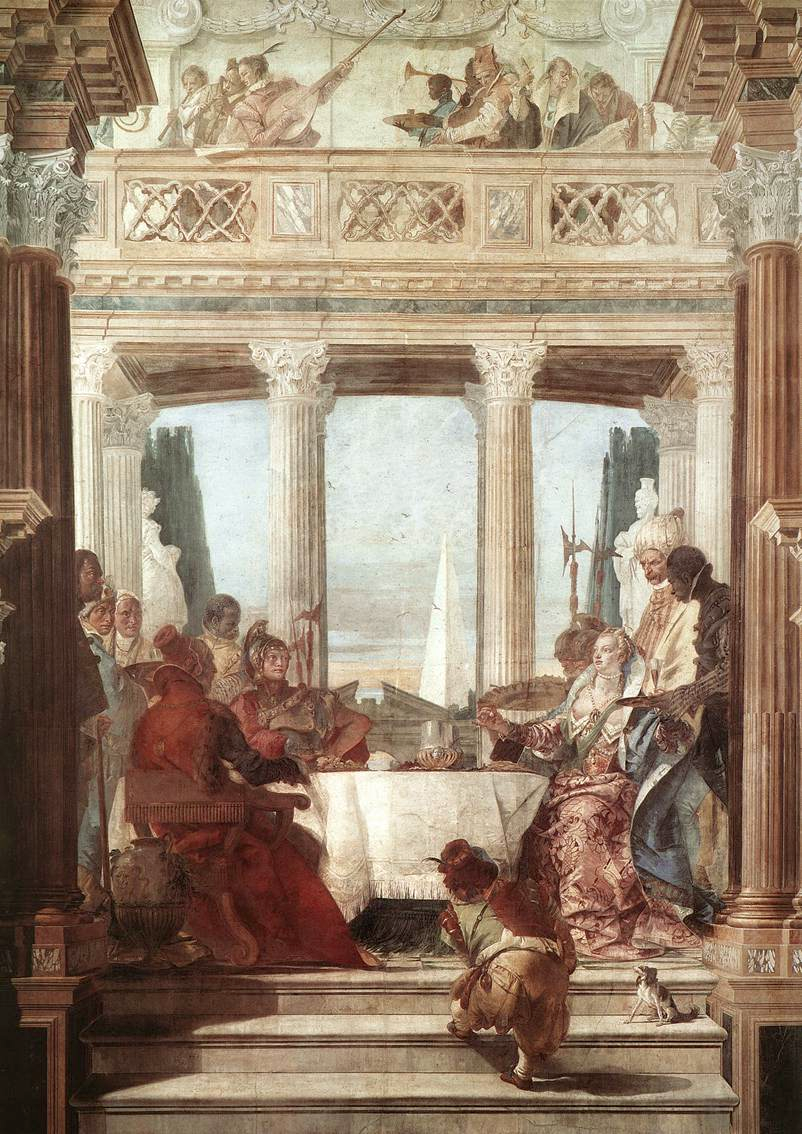
«Пир Клеопатры», фреска (1746-1747, Палаццо Лабиа, Венеция)
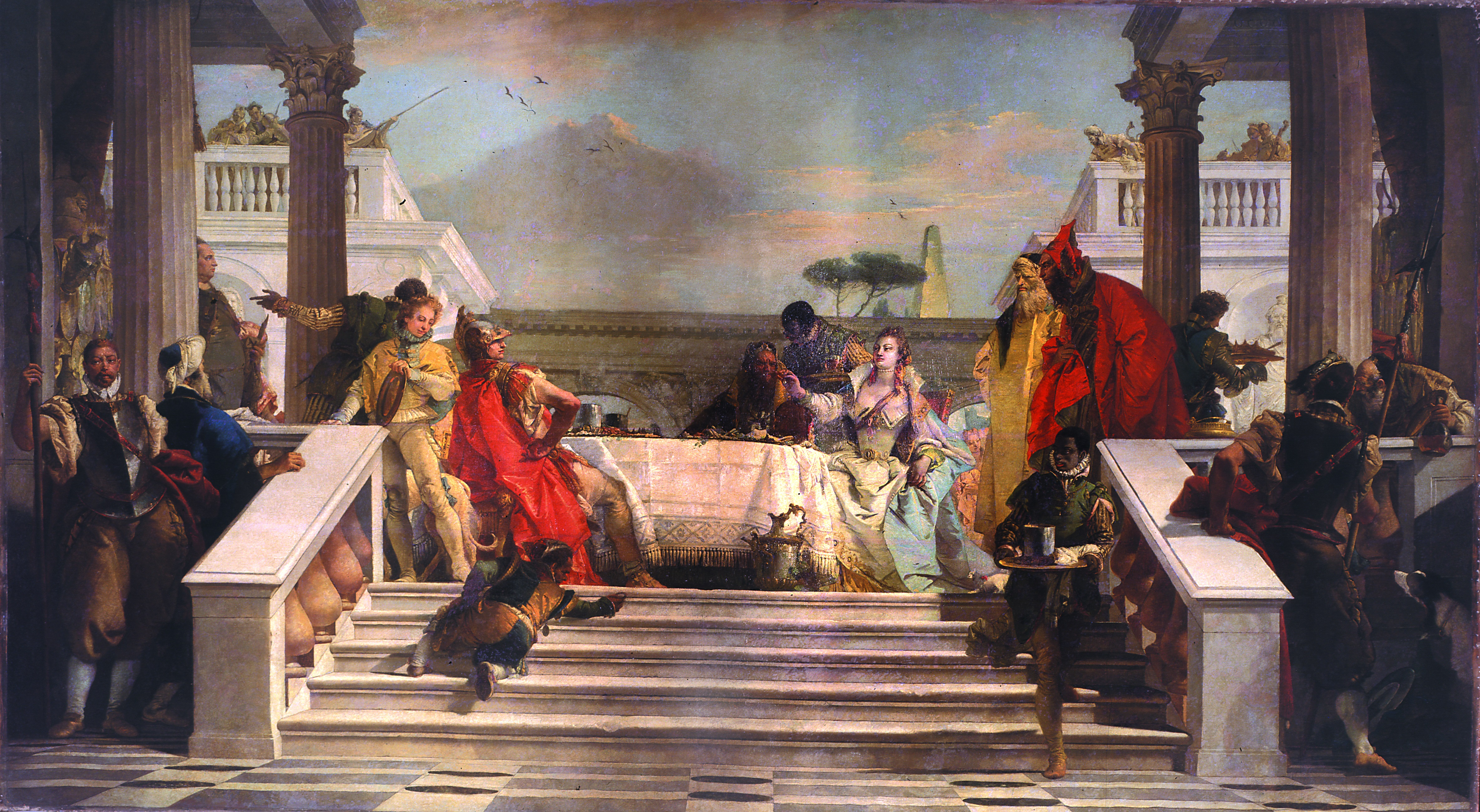
«Пир Клеопатры» (1747, Архангельское, Россия)
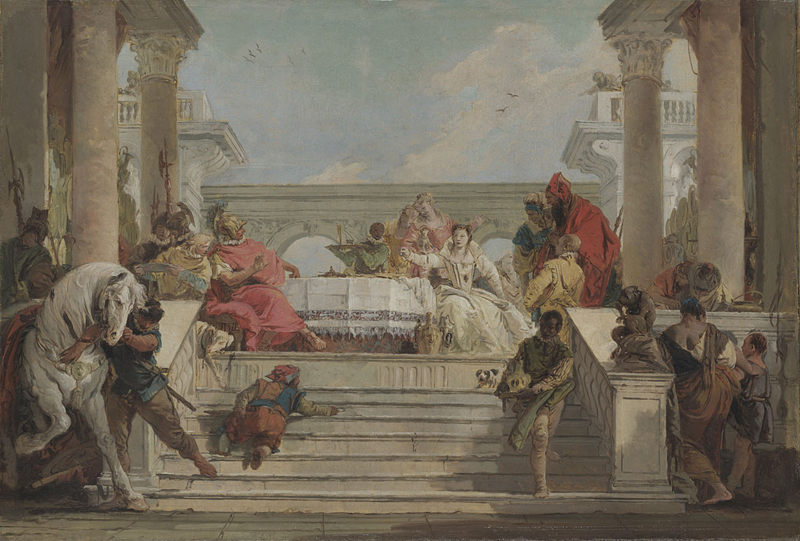
Этюд к картине (1740-е, Национальная галерея, Лондон)
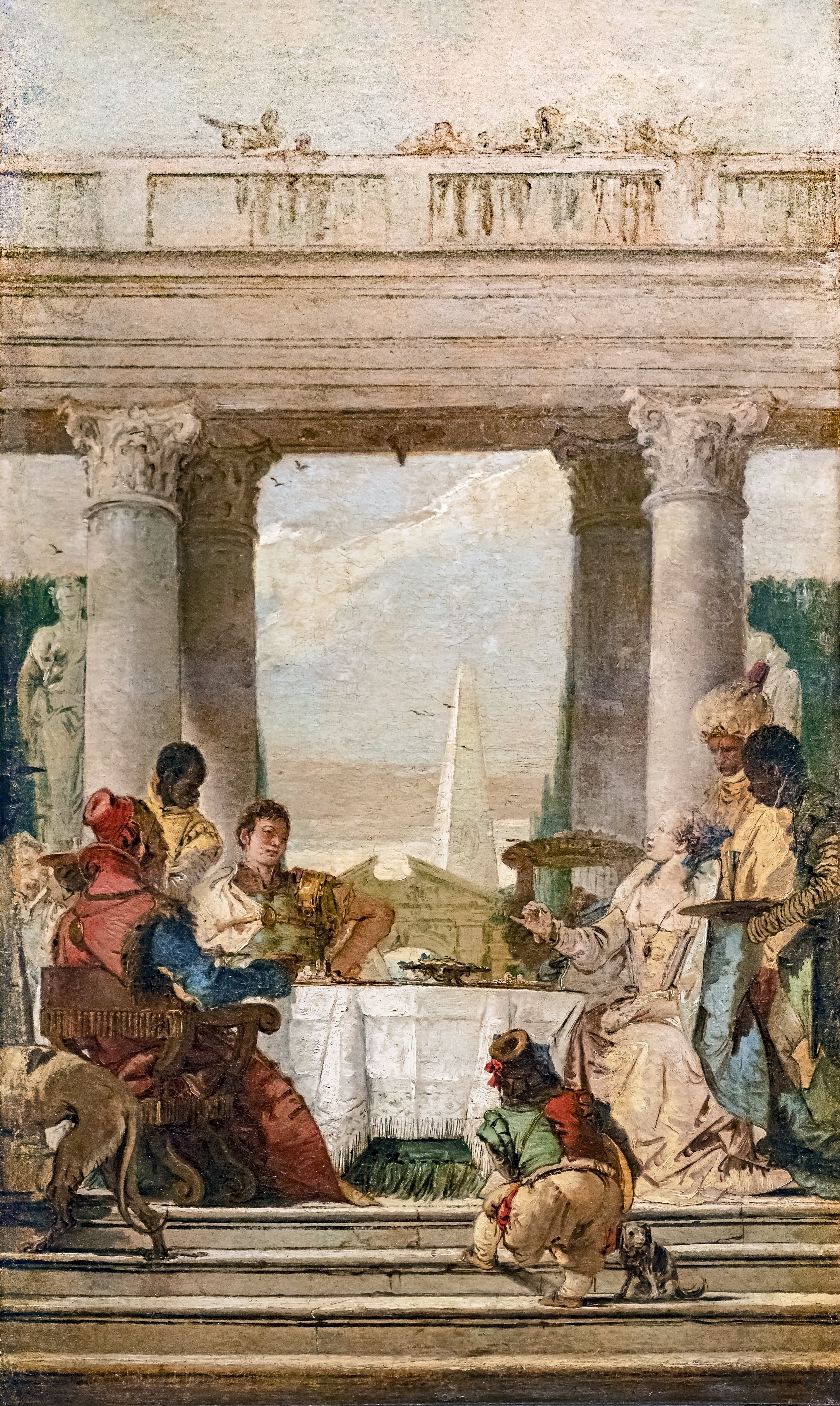
Этюд к картине (1746-1747, Стокгольмский университет)

## История
Картина Мельбурна была заказана для Фридриха Августа III, курфюрста Саксонии, его агентом итальянским писателем Франческо Альгаротти. Согласно письму 1744 года от Альгаротти к Генриху фон Брюлю (1700—1763), главному министру Саксонии, Альгаротти увидел незавершенное полотно в мастерской Тьеполо, где оно было заказано кем-то другим, и убедил Тьеполо закончить его для Дрездена. Предполагалось, что первоначальным заказчиком был британский консул в Венеции Джозеф Смит.
В 1764 году картина была приобретена Екатериной II в Амстердаме. Работа оставалась в собрании Эрмитажа в Санкт-Петербурге (позже Ленинград). Картина вошла в советскую продажу картин Эрмитажа и была куплена английским арт-дилером в 1932 году. В 1933 году полотно было приобретено Национальной галереей Виктории за 25 000 австралийских фунтов.

## Варианты
Тьеполо обычно делал наброски маслом с разной степенью отделки, чтобы показать композицию будущей картины и, возможно, отправить её на утверждение заказчику. Этюд для мельбурнской картины в парижском музее Коньяк-Жэ принадлежал до самой смерти графу Альгаротти. В лондонской Национальной галерее есть небольшой эскиз маслом, связанный либо с композицией из палаццо Лабиа либо с картиной из Архангельского. Коллекция Стокгольмского университета имеет небольшой набросок Тьеполо для композиции палаццо Лабиа; ряд подготовительных рисунков находится в других собраниях.